# Кобыленка
Кобыленка — посёлок в Починковском районе Нижегородской области России. Входит в состав Наруксовского сельсовета.

## География
Посёлок находится в юго-восточной части Нижегородской области, в зоне хвойно-широколиственных лесов, на расстоянии приблизительно 36 километров (по прямой) к юго-западу от села Починки, административного центра района. Абсолютная высота — 212 метров над уровнем моря.
Климат
Климат характеризуется как умеренно континентальный, влажный, с умеренно суровой снежной зимой и тёплым летом. Среднегодовая температура — 3,6 °C. Средняя температура воздуха самого тёплого месяца (июля) — 20 — 22 °C; самого холодного (января) — −11,5 °C. Среднегодовое количество атмосферных осадков составляет 450—500 мм.
Часовой пояс
Посёлок Кобыленка, как и вся Нижегородская область, находится в часовой зоне МСК (московское время). Смещение применяемого времени относительно UTC составляет +3:00.

## Население
| 2002 | 2010 |
| ---- | ---- |
| 4    | ↘1   |

Национальный состав
Согласно результатам переписи 2002 года, в национальной структуре населения русские составляли 75 % из 4 чел.